# 2857 NOT
2857 NOT è un asteroide della fascia principale. Scoperto nel 1942, presenta un'orbita caratterizzata da un semiasse maggiore pari a 2,3993868 UA e da un'eccentricità di 0,0965962, inclinata di 5,73655° rispetto all'eclittica.